# جنهیل ماینگ
جنهیل ماینگ (انگلیسی: Djénhael Maingé؛ زادهٔ ۱۸ فوریهٔ ۱۹۹۲) بازیکن فوتبال اهل فرانسه است.
از باشگاه‌هایی که در آن بازی کرده‌است می‌توان به اشاره کرد.
وی همچنین در تیم ملی فوتبال مارتینیک بازی کرده‌است.